# フィオナ・グラスコット
フィオナ・グラスコット（Fiona Glascott、1982年11月22日 - ）は、アイルランドの女優。

## 出演作品
- マット・ルブランの元気か～い？ハリウッド！2
- マット・ルブランの元気か～い？ハリウッド！
- ［アパートメント:143］（エレン・キーガン）
- ハリウッド式　恋のから騒ぎ
- バリア
- 名探偵ポワロ　葬儀を終えて（ロザムンド）
- ユダ　哀しみの使徒
- 刑事フォイル
- ファンタスティックビースト　ダンブルドアの秘密　（ミネルヴァ・マクゴナガル）